# Empusa pennicornis
Empusa pennicornis är en bönsyrseart som beskrevs av Peter Simon Pallas 1773. Empusa pennicornis ingår i släktet Empusa och familjen Empusidae.

## Underarter
Arten delas in i följande underarter:
- E. p. baysunica
- E. p. angulata
- E. p. pennicornis
- E. p. buharica
- E. p. brevidorsa
- E. p. caputobtusa
- E. p. condarinica
- E. p. similis
- E. p. mujuncumica
- E. p. luppovae
- E. p. longoapicale
- E. p. longidorsa
- E. p. lindti
- E. p. iliense
- E. p. hodshamuminica
- E. p. copetdagica